# The Bo Bo's Band
The Bo Bo's Band sono stati un gruppo musicale beat attivo nella seconda metà degli anni '60.
Sono particolarmente rilevanti nella storia del rock italiano in quanto, tra i suoi componenti a parte i fondatori Marcello Olmari, Paolo Perazzini ed Ivano Tonini, vi furono due futuri fondatori degli Area, Giulio Capiozzo e Leandro Gaetano, ed un futuro componente dei Delirium, Martin Frederick Grice.
È il complesso che ha aperto, nel 1968, il concerto al Piper di Milano di Jimi Hendrix.

## Storia del gruppo
Si formano a Milano alla fine del 1966, influenzati dal beat, e nell'estate dell'anno successivo si esibiscono nei locali della riviera romagnola.
Essendosi messi in evidenza, vengono scritturati al Santa Tecla, noto locale di Milano, e riescono ad ottenere un contratto con la Parlophon.
Il 45 giri di debutto viene pubblicato a dicembre del 1967: sono due canzoni cantate dal bassista Ivano Tonini, in cui risalta in particolare l'abilità strumentistica dei componenti, e grazie a ciò vengono scelti per aprire i concerti milanesi di Jimi Hendrix al Piper il 23 maggio 1968.
Alla fine dell'anno vi sono alcuni cambiamenti di formazione: Marcello Olmari lascia il gruppo (si dedicherà in seguito alla carriera solista con lo pseudonimo Gil Ventura), sostituito da Martin Grice (proveniente dal Patrick Samson Set), mentre Giulio Capiozzo sostituisce Franchino Verde, Manfredi Mari diventa l'organista del gruppo e viene inserito nel gruppo, come voce solista, il formidabile Apostolou Tracy incontrato al Cairo durante la performance presso il Nile Hilton Hotel del Cairo
Continuano l'attività anche nei due anni successivi, per poi sciogliersi nel 1970; Gaetano diventa per un breve periodo il tastierista di Lucio Dalla, poi nuovamente con Capiozzo nel 1972 fonda gli Area.
Grice invece sostituirà Ivano Fossati nei Delirium, mentre Ivano Tonini suonerà formerà il gruppo Lo Specchio / Mirror ed Easy Connection, per poi dedicarsi all'organizzazione di spettacoli.

## Formazione
- Ivano Tonini: Cantante, basso, cori
- Franchino Verde: batteria, percussioni, cori (dal 1966 al 1968)
- Giulio Capiozzo: batteria, percussioni, cori (dal 1968 al 1970)
- Paolo Perazzini: Cantante, chitarre, cori
- Marcello Olmari: sax, voce (dal 1966 al 1968)
- Martin Frederick Grice: sax, voce (dal 1968 al 1970)
- Leandro Gaetano: sax, organo Hammond
- Manfredi Mari: organo Hammond piano Rhodes (dal 1967 al 1970)
- Roberto Belotti : tromba (dal 1967 al 1970)
- Tracy Apostolu: Cantante solista (dal 1968 al 1970)

## Discografia
Singoli
- 1967: Guardati intorno/Se lontano sarò (Parlophon, QMSP 16416)